# مارتي لارسن
مارتي لارسن (بالإنجليزية: Marty Larsen)‏ هو سياسي أمريكي، ولد في 9 مايو 1905، وتوفي في 11 يونيو 1988. حزبياً، نشط في الحزب الديمقراطي. وقد انتخب عضو جمعية ولاية ويسكونسن.